# Bryhnia concavifolia
Bryhnia concavifolia är en bladmossart som beskrevs av Kyuichi Sakurai 1933. Bryhnia concavifolia ingår i släktet Bryhnia och familjen Brachytheciaceae. Inga underarter finns listade i Catalogue of Life.